# Manuela Villa
Manuela Villa, pseudonimo di Manuela Maria Garofalo Pica (Roma, 7 febbraio 1966), è una cantante italiana.

## Biografia
Nata Manuela Maria Garofalo Pica è figlia del cantante Claudio Villa e della soubrette e ballerina siciliana Noemi Garofalo. Inizia a studiare canto e pianoforte all'età di cinque anni. Il debutto nel mondo dello spettacolo, dopo alcune esperienze fuori dall'Italia, avviene nel 1991 durante la trasmissione Piacere Raiuno, dove interpreta due canzoni portate al successo dal padre, Granada ed Un amore così grande (rivisitazione di una canzone incisa dal tenore Mario Del Monaco). Nei mesi successivi viene ospitata da molti programmi come Domenica in e Occhio al biglietto. Nel 1993 è al Salone Margherita con Oreste Lionello e Pippo Franco, e in Saluti e baci, con lo stesso cast; l'anno successivo pubblica il suo secondo album, intitolato Un concerto italiano, con rivisitazioni di varie canzoni italiane. 
Nel 1994 partecipa al Festival di Sanremo con il gruppo Squadra Italia, costituito da Jimmy Fontana, Nilla Pizzi, Rosanna Fratello, Mario Merola, Wess, Wilma Goich, Giuseppe Cionfoli, Gianni Nazzaro, Toni Santagata e Lando Fiorini, presentando il brano Una vecchia canzone italiana; subito dopo la manifestazione i cantanti pubblicano un album e Manuela parte per un lungo tour mondiale, che tocca tra i tanti paesi anche l'Australia e il Canada. Nel 1995 doppia le parti canore del personaggio di Pocahontas nell'omonimo film della Disney, interpretando, tra le altre, I colori del vento (nella versione originale vincitrice del Premio Oscar per la miglior canzone); nel 1999 viene richiamata per il seguito di questo cartone animato, Pocahontas II - Viaggio nel nuovo mondo.
L'anno successivo canta in Mondovisione da Piazza San Pietro The Tree of Faith and Peace, di cui è autrice del testo insieme a Guido Maria Ferilli, in occasione del 50º anno di sacerdozio di Papa Giovanni Paolo II. Qualche mese dopo partecipa alla trasmissione di Rete 4 Viva Napoli: si tratta di un concorso musicale presentato da Mike Bongiorno, a cui parteciperà e vincerà per voto popolare per altre due volte, nel 2001 e nel 2002. Il 1997 è l'anno in cui realizza due speciali insieme a Paolo Limiti dedicati a Claudio Villa, in cui grazie alla tecnologia ha la possibilità di duettare insieme al padre; a quest'ultimo è dedicato il suo terzo album, Manuela Villa, pubblicato nel 1999, in cui reinterpreta alcuni successi del reuccio e propri inediti come Questo amore vola e Quanto tempo, scritti insieme a suo fratello Claudio.
È ospite in molte puntate di Alle due su Rai Uno, sempre condotta da Limiti, e nel 2000 partecipa a un concerto alla Sala Nervi con la canzone Getsemani. A ottobre del 2002 entra nel cast di Casa Rai Uno, programma TV presentato da Massimo Giletti. Il 2003 vede la partecipazione con Torna a Surriento alla trasmissione Napoli prima e dopo, presentata da Luisa Corna, e la pubblicazione di un CD singolo, Chiamo amore, con la melodia composta da Massimo Varini e del cui testo è autrice insieme a Walter Sacripanti. Nel 2006 e nel 2007 è impegnata in una serie di concerti, si tratta dello spettacolo Gospel italiano insieme a Marcello Cirillo e Annalisa Minetti. Nel 2007 è impegnata con lo stesso trio nuovamente in una serie di concerti, si tratta dello spettacolo Cinema cinema… canzoni dal grande schermo. Sempre nel 2007 pubblica il libro L'obbligo del silenzio, pubblicato dalle edizioni Armando Curcio Editore, al quale è allegato un CD contenente Ascoltami, canzone nuova dedicata al padre in occasione della ricorrenza del ventennale della scomparsa.
Nel 2007 partecipa alla quinta edizione de L'isola dei famosi, vincendola con il 75% dei voti. Il 2008 si apre con l'ennesima esclusione dal Festival di Sanremo, e Manuela fa ascoltare la canzone bocciata, Se piove vedo il sole, a Quelli che il calcio condotto da Simona Ventura.
Il 21 gennaio 2008 esce la sua prima raccolta in tutte le edicole in allegato al settimanale TV Sorrisi e Canzoni dal titolo Raccogliendo emozioni. Nel novembre 2008 debutta a Palermo come attrice di teatro, nella commedia di Sandro Mayer Un amore grande grande. Scrive un altro libro, il romanzo La sposa e il diavolo. Nel 2009 prende parte allo spettacolo Gospel per la pace insieme a Marcello Cirillo, Annalisa Minetti e altri, esibenbosi in concerti alcuni dei quali tenuti nelle principali cattedrali di Roma. Nell'aprile 2010 è in scena al Teatro della Nemone di Bagheria con Via Crucis - Opera Musical, nel quale dà vita a Maria; la regia è di Claudio Insegno. Il musical sulla passione di Cristo è ideato, musicato, arrangiato e diretto dal maestro Martino Brancatello, messo in scena dalla "Compagnia della Nemone" di Palermo. Nel maggio 2011 torna a calcare la scena teatrale con lo spettacolo Taormina 5 stelle vista mare con Enrico Guarnieri e con la regia di Guglielmo Ferro.
Il 25 febbraio 2012 esce il suo nuovo singolo di sua produzione Io sto qui scritto da Emanuele Castrucci e arrangiato da Francesco Carlesi. Nell'aprile del 2012 debutta nella nuova commedia teatrale Il Gallo con Enrico Guarneri, regia di Guglielmo Ferro. Nel marzo del 2013 al teatro Sistina di Roma festeggia con un concerto dal titolo "Ascoltami Tour" i suoi primi 25 anni di musica.
Nell'estate del 2014 parte per il tour Semplicemente io. Nel dicembre 2014 partecipa come concorrente VIP al lancio del quiz televisivo di Pupo Una canzone per 100.000, sul nuovo canale Agon Channel.
Nel 2015 è nel cast, assieme a Martufello, Stefano Ambrogi e Nadia Rinaldi, della commedia Buon compleanno scritta da Pier Francesco Pingitore.
Nel 2017 lavora in teatro nella commedia Per un pugno di sgay di Pier Francesco Pingitore insieme a Martufello con la produzione di Nevio Schiavone. Nello stesso anno fa parte dello spettacolo Gran follia con Pamela Prati, Martufello, Matilde Brandi, Mario Zamma e Enzo Piscopo.
Nel 2017 e nel 2018 è impegnata con lo spettacolo Roma! di Pier Francesco Pingitore. Con la compagnia del Bagaglino nel 2018 interpreta vari personaggi come Madonna, Evita Peron, Anita Garibaldi e Gina Lollobrigida nello spettacolo Femmina riscuotendo consensi come attrice. Successivamente Pier Francesco Pingitore scrive uno spettacolo per lei dal titolo Roma e le Romane. In seguito è in tour con Martufello e Nadia Rinaldi con la regia di Claudio Insegno con una commedia dal titolo L'imbianchino.
Nel 2019 pubblica il suo CD di Natale dal titolo È Natale e fa parte dello spettacolo teatrale di Pier Francesco Pingitore La Presidente con Valeria Marini.
Nel 2020 la troviamo in teatro con "Se la panchina parlasse" di Pier Francesco Pingitore; nello stesso anno riceve il "Riconoscimento Giovanni Paolo II". Inoltre, sempre nel 2020 pubblica per Kicco Music, il singolo Sei nell'aria da lei stessa composto ed interpretato con il tenore Fabio Armiliato. La bonus track della pubblicazione è L'amore è un frutto raro, di Cristiano Minellono per il testo e di Giovanna Nocetti e Luigi Mosello per la parte musicale.
A giugno del 2021 pubblica un nuovo romanzo dal titolo L'alimentatore edito da Armando Curcio Editore.
In occasione delle elezioni amministrative del 2021 si è candidata al consiglio comunale di Roma nella lista civica del candidato sindaco del centro-destra Enrico Michetti.
Nel gennaio 2022 pubblica un nuovo singolo dal titolo Se fossi un uomo, scritto durante il lockdown, contro la violenza sulle donne.
Il 25 novembre 2022 viene pubblicato il romanzo L'ultimo carosello scritto insieme ad Annalisa Minetti ed edito da Armando Curcio Editore; viene scelta come data la Giornata internazionale per l'eliminazione della violenza contro le donne; il romanzo tratta della storia di sei donne.
Nel 2024 fa parte del cast fisso su rai due di "BELLAMA'" programma condotto da Pierluigi Diaco. 
Nello stesso anno pubblica un nuovo romanzo dal titolo "LE NOTE BALLERINE" edito Armando Curcio Editore per la collana Risfoglia, trattando l'argomento  del DSA.
Nel 2025 Continua il tour nei teatri  con " Un amore cosi grande- il Recital"
Prosegue con la commedia teatrale " BASTARDE SENZA GLORIA " di Gianni Quinto
Dal dicembre 2024 al febbraio 2025 farà parte del cast dello spettacolo di Maurizio Battista MB Show al Teatro Olimpico di Roma
Pier Francesco Pingitore scrive per lei un nuovo spettacolo omaggiando le canzoni romane dal titolo " SOTTO UN MANTO DI STELLE" 

## Vita privata
Manuela Villa conobbe suo padre, Claudio, all’età di quindici anni. Tuttavia, il cantante, che nel frattempo si era risposato e aveva avuto altre due figlie, rifiutò di riconoscerla legalmente. Nel corso degli anni ottanta, Manuela e suo fratello maggiore, Claudio Junior (di quattro anni più grande), intrapresero una battaglia legale per ottenere il riconoscimento della paternità. All’epoca, Manuela era ancora minorenne. La causa, che si protrasse per ventuno anni, si concluse nel 2004 con una sentenza definitiva della Corte di Cassazione, che accertò ufficialmente la paternità di Claudio Villa. La decisione consentì a entrambi i figli di aggiungere al cognome materno quello paterno, Pica. Manuela si professa cattolica.

## Riconoscimenti
- 2025 - Premio Caravella Tricolore 2025, conferito a Manuela Villa con la seguente motivazione: "Per la divulgazione e come raffinata interprete della canzone romana"

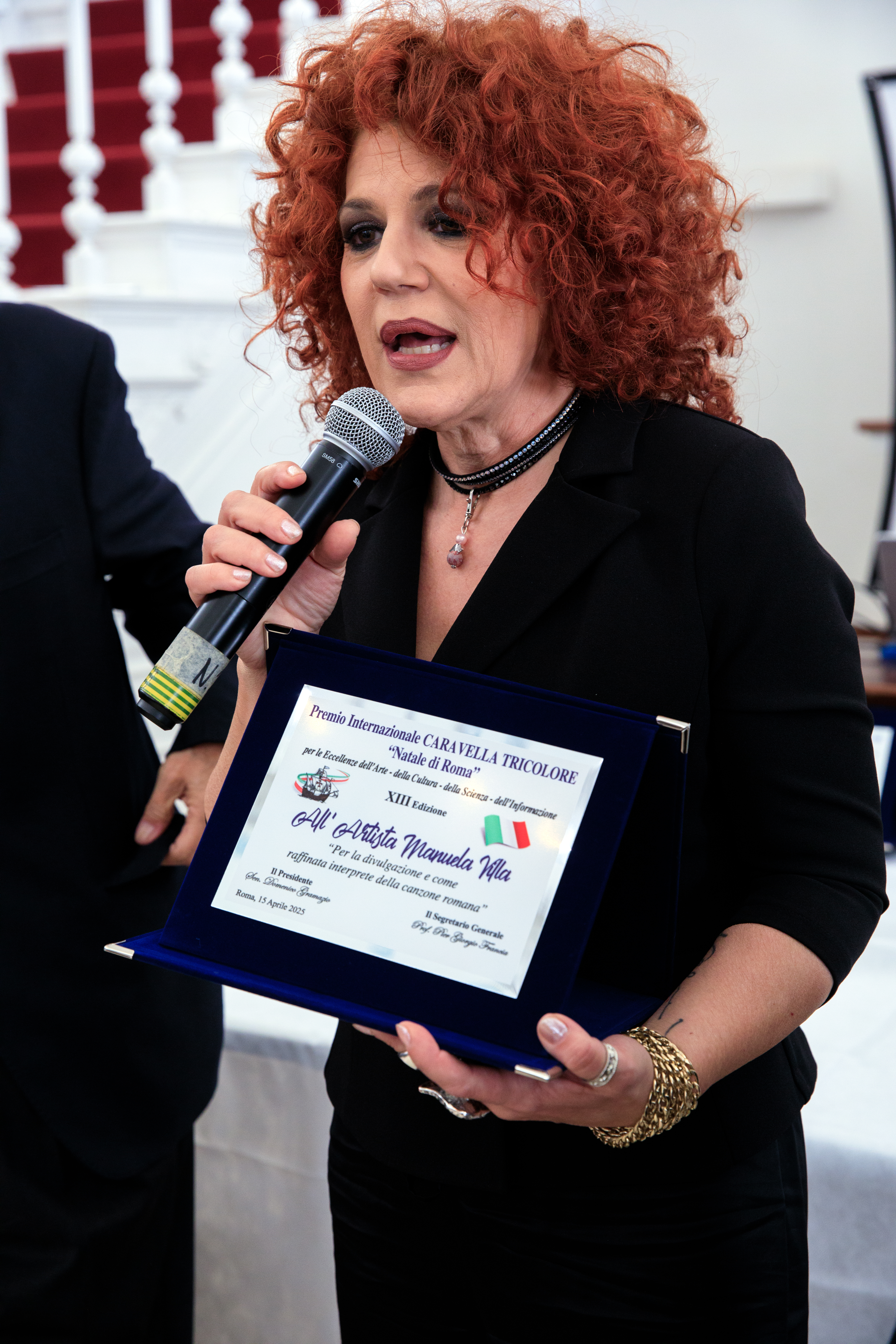
Manuela Villa riceve il Premio Caravella Tricolore 2025

## Discografia

### Album
- 1993 – Un concerto italiano
- 1994 – Una vecchia canzone italiana (con il gruppo Squadra Italia)
- 1995 – Pocahontas (colonna sonora)
- 1999 – Manuela Villa (Saar)
- 2000 – Un amore così grande (Saar)
- 2019 – Roma... A modo mio! (Nar International)
- 2019 – È Natale (Red Fish)

### Raccolte
- 2008 – Raccogliendo emozioni (allegato a TV Sorrisi e Canzoni)

### EP
- 2016 – Chiamo Amore

### Singoli
- 2003 – Chiamo amore (KM)
- 2007 – Ascoltami
- 2012 – Io sto qui (Halidon)
- 2016 – Uomini – Luna siciliana – Chiamo amore – Come quando fuori piove in EP
- 2020 – Sei nell'aria  – ft. con Fabio Armiliato – (Kicco Music)
- 2020 – L'amore è un frutto raro – (Kicco Music)
- 2021 – Se fossi un uomo – (Kicco Music)

## Opere
- L'obbligo del silenzio, Roma, Armando Curcio Editore, 2007, ISBN 978-88-95049-11-3.
- La sposa e il diavolo, Roma, Curcio, 2009, ISBN 978-88-95049-79-3.
- L'alimentatore, Roma, Armando Curcio Editore, 2021, ISBN 978-88-6868-546-1.
- Manuela Villa e Annalisa Minetti, L'ultimo carosello, Roma, Armando Curcio Editore, 2022, ISBN 978-88-6868-637-6.
- Le note Ballerine, Roma, Armando Curcio Editore 2024